# Hossein Mollaghasemi
Seyed Hossein Ebrahimian Mollaghasemi (* 15. März 1933 in Teheran; † 25. April 2022 in Amsterdam, Niederlande) war ein iranischer Ringer.

## Biografie
Hossein Mollaghasemi gewann bei den Weltmeisterschaften 1957 die Silbermedaille in der Klasse bis 62 kg im Freistilringen. Bei den Olympischen Sommerspielen 1960 in Rom belegte er in der Klasse bis 62 kg im griechisch-römischen Stil den 6. Platz. Ein Jahr später wurde er bei den Weltmeisterschaften ebenfalls Sechster und belegte im Jahr darauf Rang fünf. Bei seiner zweiten Olympiateilnahme in Tokio 1964 schied er vorzeitig in der Klasse bis 70 kg im griechisch-römischen Stil aus.
Sein Onkel Mahmoud Mollaghasemi war ebenfalls Ringer.